# Банда «Магия крови»
Банда «Магия крови» — преступное сообщество, организованное в 2007 году жителем Иркутска Константином Владимировичем Шумковым 1988 года рождения. В состав банды вошли подростки из неблагополучных семей, проживавшие в одном дворе Ленинского района города. По данным следствия, с января по июнь 2008 года Шумков и четверо подростков совершили убийства пяти человек из числа бездомных пожилых людей, одно изнасилование, а также причинили тяжкий вред здоровью трём потерпевшим. 1 марта 2010 года Иркутский областной суд приговорил Шумкова к 25 годам лишения свободы, 10 лет из них — в тюрьме, 15 лет — в колонии строгого режима. Ещё один участник банды, 19-летний Роман Бурмаков, получил 10 лет воспитательной колонии; Денис Сокольников (19 лет) — 9 лет исправительной колонии общего режима; Николай Чесноков (18 лет) — 6,5 лет воспитательной колонии; Алексей Шандура, которому на момент преступления было 14 лет, получил 6 лет воспитательной колонии.

## Влияние
Интерес к деятельности банды «Магии крови» проявляли Артём Ануфриев и Никита Лыткин, совершившие в период с декабря 2010 года по апрель 2011 года 6 убийств и ряд нападений в Иркутском Академгородке. В частности, в одной из социальных сетей Лыткин создал группу под названием «Иркутская антибомж-банда: „Магия крови“».